# Treshchiny Peristye
Treshchiny Peristye (englische Transkription von russisch Трещины Перистые Treschtschiny Peristyje, deutsch ‚Verzweigte Rinnen‘) ist eine Gletscherspalte des antarktischen Eisschilds im ostantarktischen Königin-Maud-Land. Sie liegt im Fimbulheimen
Russische Wissenschaftler benannten sie deskriptiv.